# グレン・ミラー (小惑星)
グレン・ミラー (5062 Glennmiller) は小惑星帯の小惑星である。パロマー天文台でエレノア・ヘリンによって発見された。
アメリカのジャズミュージシャンでアレンジャー、バンド・リーダーのグレン・ミラーから命名された。